# Camponotus phytophilus
Camponotus phytophilus é uma espécie de inseto do gênero Camponotus, pertencente à família Formicidae.